# Smalaxstarr
Smalaxstarr (Carex strigosa) är en halvgräsart som beskrevs av William Hudson. Enligt Catalogue of Life ingår Smalaxstarr i släktet starrar och familjen halvgräs, men enligt Dyntaxa är tillhörigheten istället släktet starrar och familjen halvgräs. Arten har ej påträffats i Sverige. Inga underarter finns listade i Catalogue of Life.

## Bildgalleri

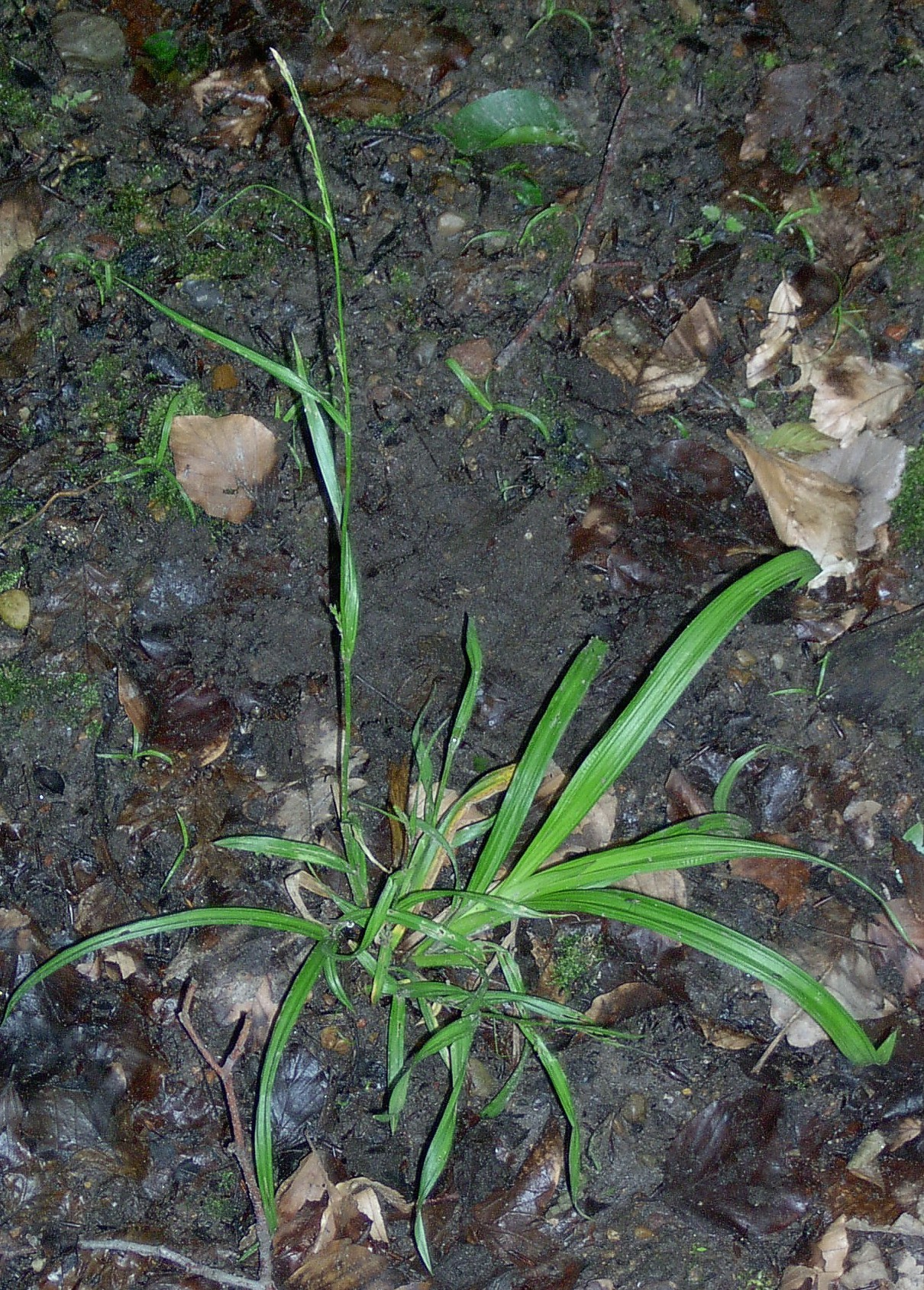
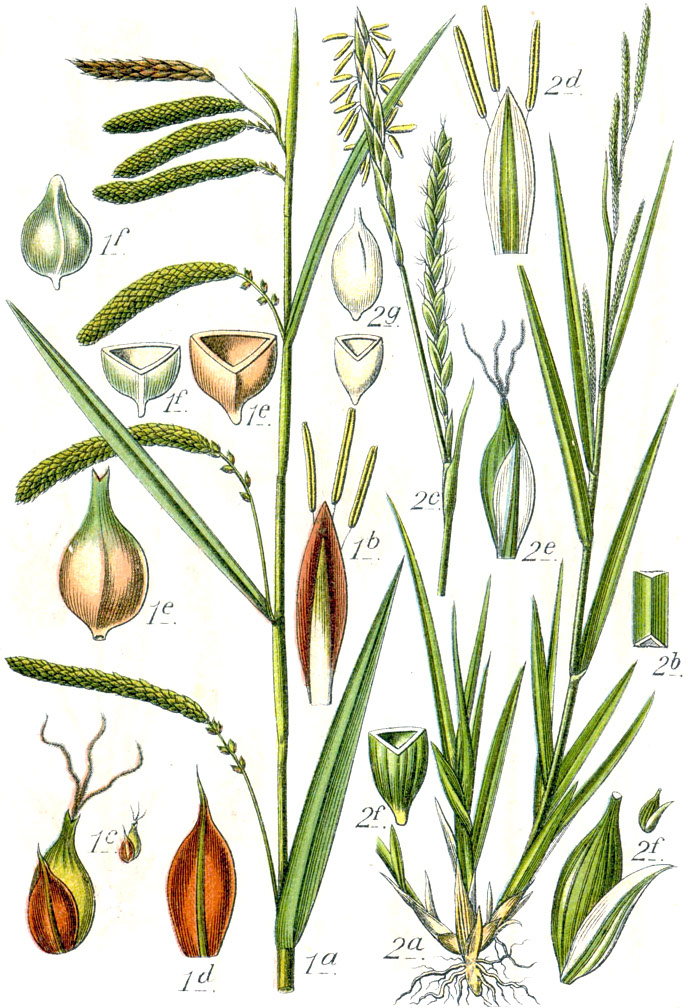
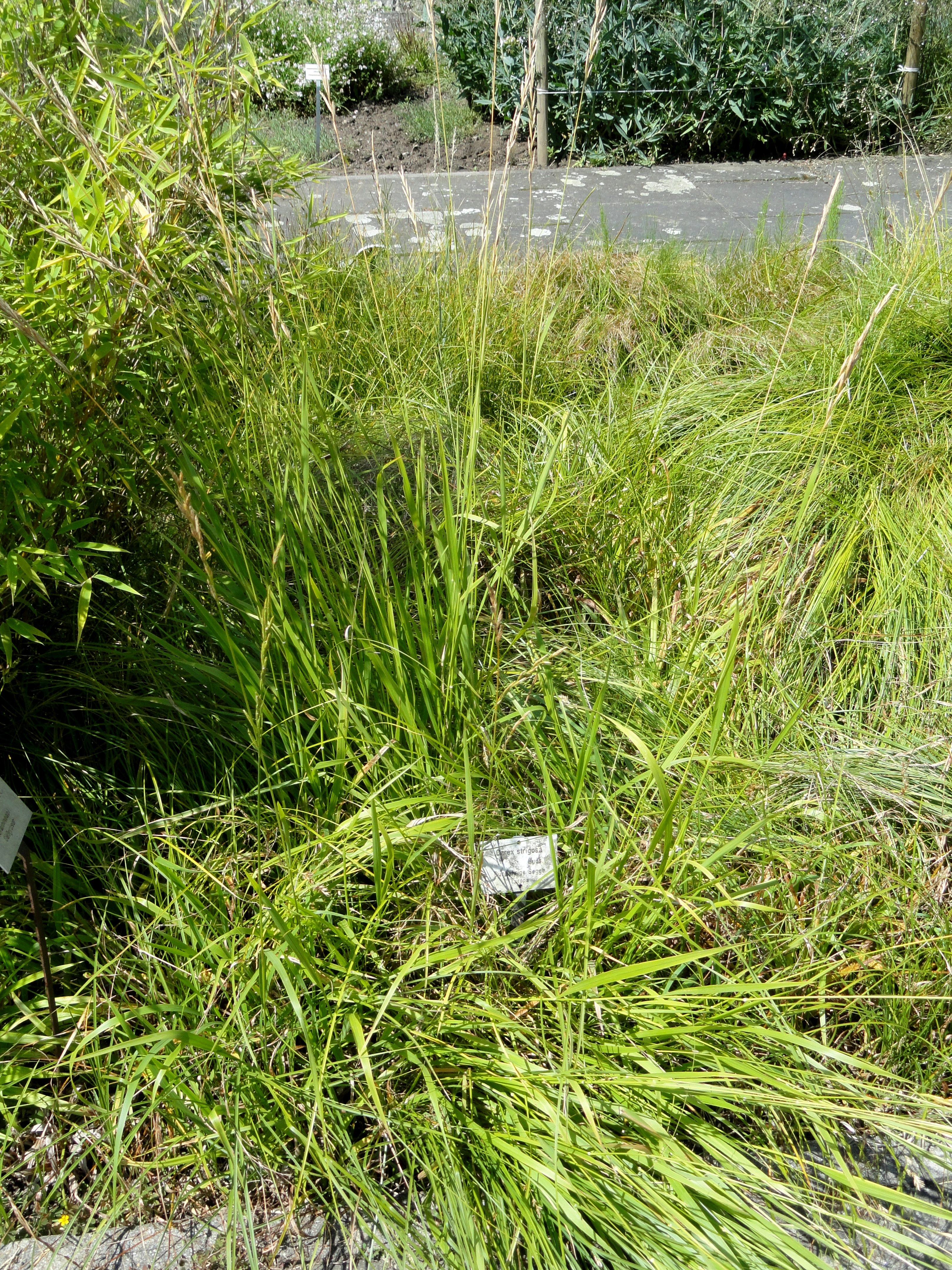